# Misha Glenny

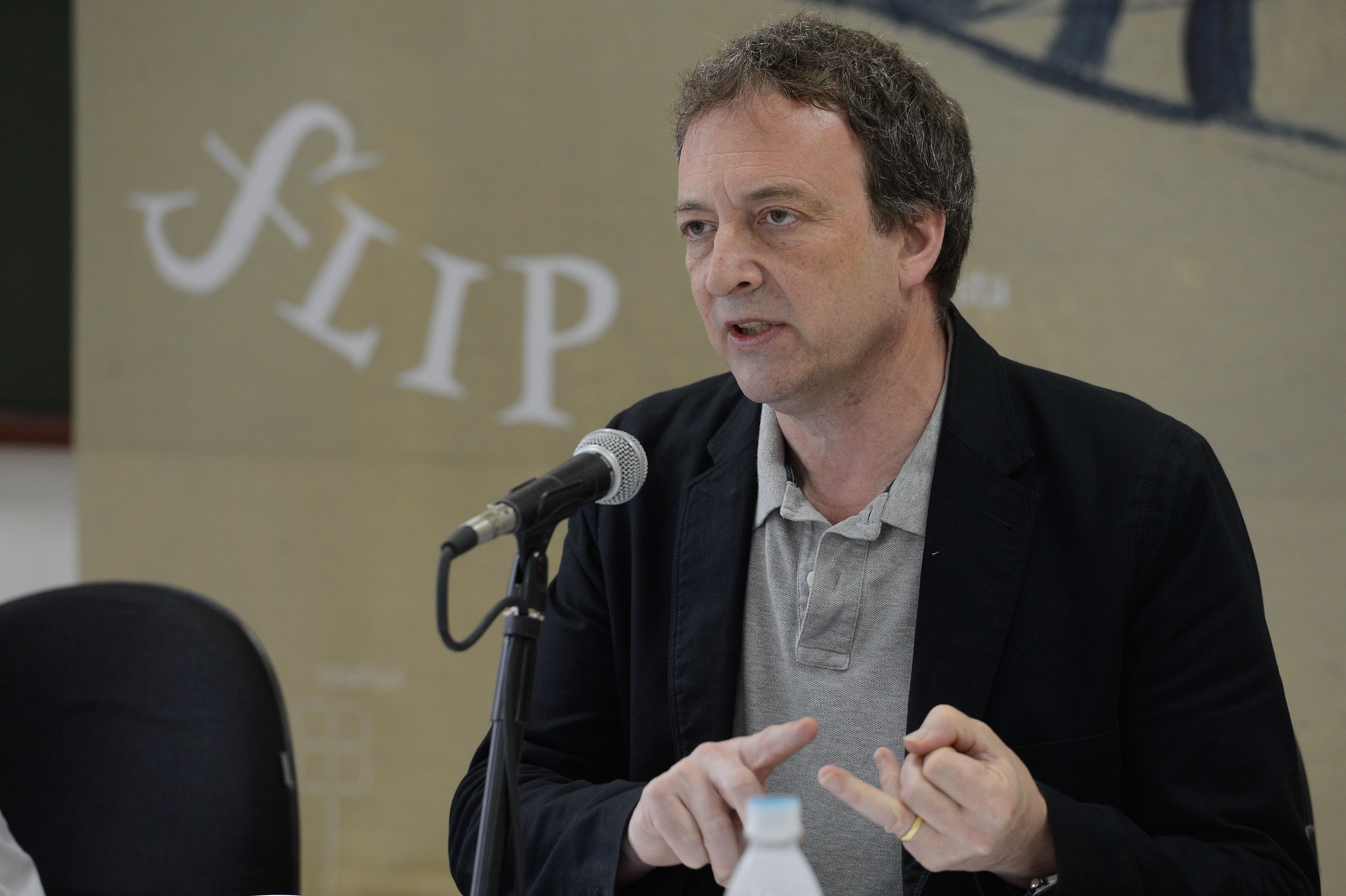
Misha Glenny

Misha Glenny (geboren 25. April 1958 in London) ist ein britisch-irischer Journalist und Autor.

## Leben
Misha Glenny ist ein Sohn des britischen Slawisten Michael Glenny. Er besuchte zunächst eine Schule in Notting Hill und nach dem Umzug der Familie nach Oxford die College School des Magdalen College. Er studierte an der University of Bristol und der Karls-Universität Prag. Nach dem Studium wurde er Europa-Korrespondent zunächst für The Guardian und danach für die BBC und berichtete in den 1990er Jahren vorrangig über den Jugoslawien-Konflikt. Er managte drei Jahre lang eine NGO, die beim Aufbau der Staaten Serbien, Mazedonien und Kosovo tätig ist. Glenny schrieb drei Bücher über die politische Situation in Zentral- und Osteuropa. Seinen journalistischen Schwerpunkt verlegte er dann auf die organisierte Kriminalität und die Cyberkriminalität.
2018 wurde mit der Ausstrahlung der Serie McMafia begonnen, die auf einem seiner Bücher basiert.
Im Dezember 2021 wurde er vom Vorstand des Instituts für die Wissenschaften vom Menschen (IWM) als Nachfolger von Shalini Randeria zum Rektor des IWM ab Mai 2022 gewählt.
Glenny hat zwei Kinder mit seiner ersten Frau und ein ebenfalls erwachsenes Kind mit seiner zweiten Frau, der Journalistin Kirsty Lang.

## Schriften (Auswahl)
- The Rebirth Of History: Eastern Europe in the Age of Democracy. London: Penguin Books, 1990
- The Fall of Yugoslavia: The Third Balkan War. London-New York: Penguin, 1992
  - Jugoslawien: der Krieg, der nach Europa kam. Übersetzung Gordon Price. Mit einem Vorw. von Peter Glotz. München: Droemer Knaur, 1993
- The Balkans: Nationalism, War and the Great Powers, 1804–1999. New York: Viking, 2000, Neuauflage 2012
- McMafia: A Journey Through the Global Criminal Underworld. New York: Knopf Books, 2008
  - McMafia: die grenzenlose Welt des organisierten Verbrechens. Übersetzung Sebastian Vogel. München: Dt. Verl.-Anstalt, 2008
- DarkMarket: Cyberthieves, Cybercops and You. New York, NY: Alfred A. Knopf, 2011
  - Cybercrime: Kriminalität und Krieg im digitalen Zeitalter. Übersetzung Sebastian Vogel. München: Dt. Verl.-Anstalt, 2012
- Nemesis: One Man and the Battle for Rio. London: The Bodley Head, 2015